# Jocs romans

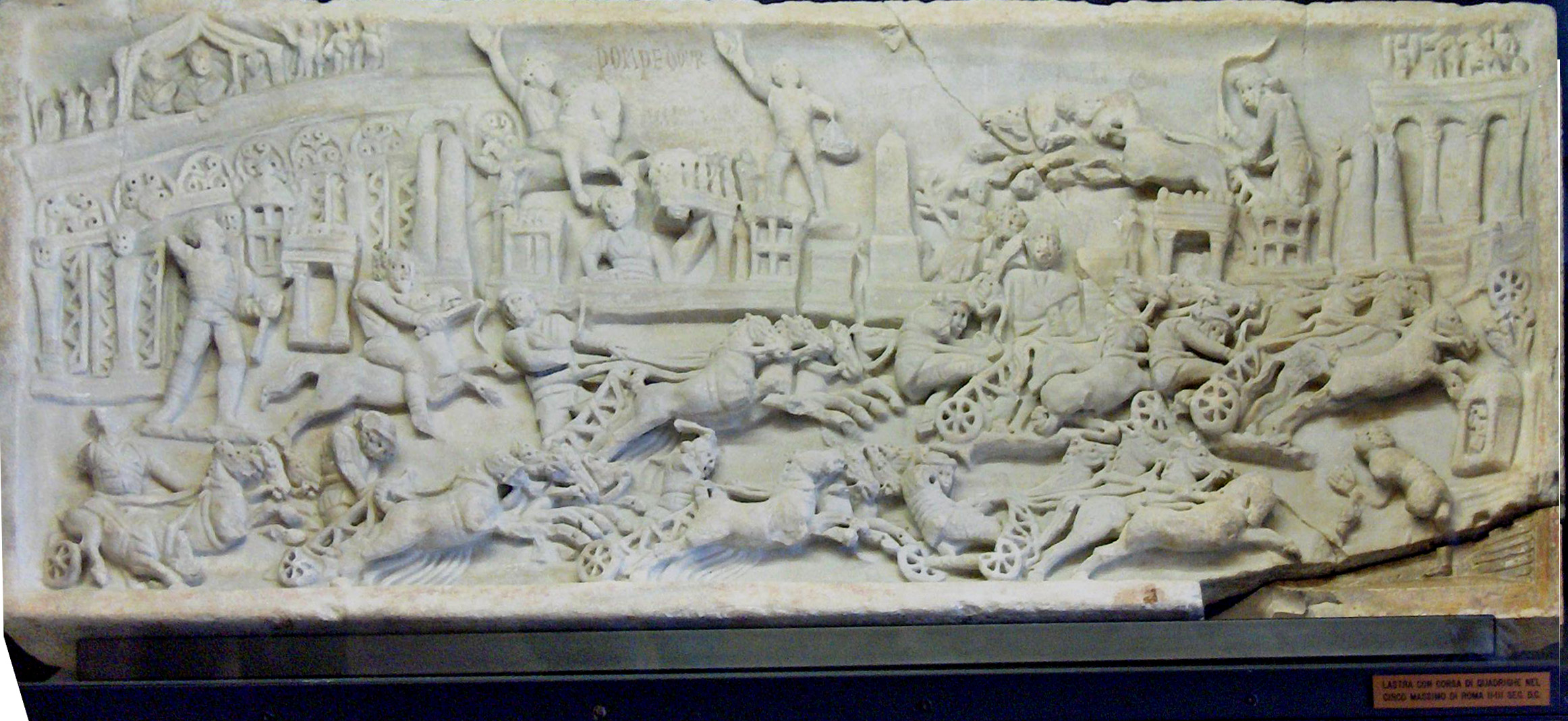
Relleu del segle II representant una cursa de carros, un dels ludi preferits pels romans

Els jocs romans (ludi romani) foren jocs i espectacles públics que es realitzaven a la ciutat de Roma, preferentment al circ Màxim i en diferents llocs de l'Imperi Romà. A més de l'objectiu d'entretenir al públic, generalment es feien coincidir amb festivitats religioses i servien també per honorar els déus, per aquest motiu els Pares de l'Església recomanaven als cristians no participar-hi.

## El sentit de la paraula

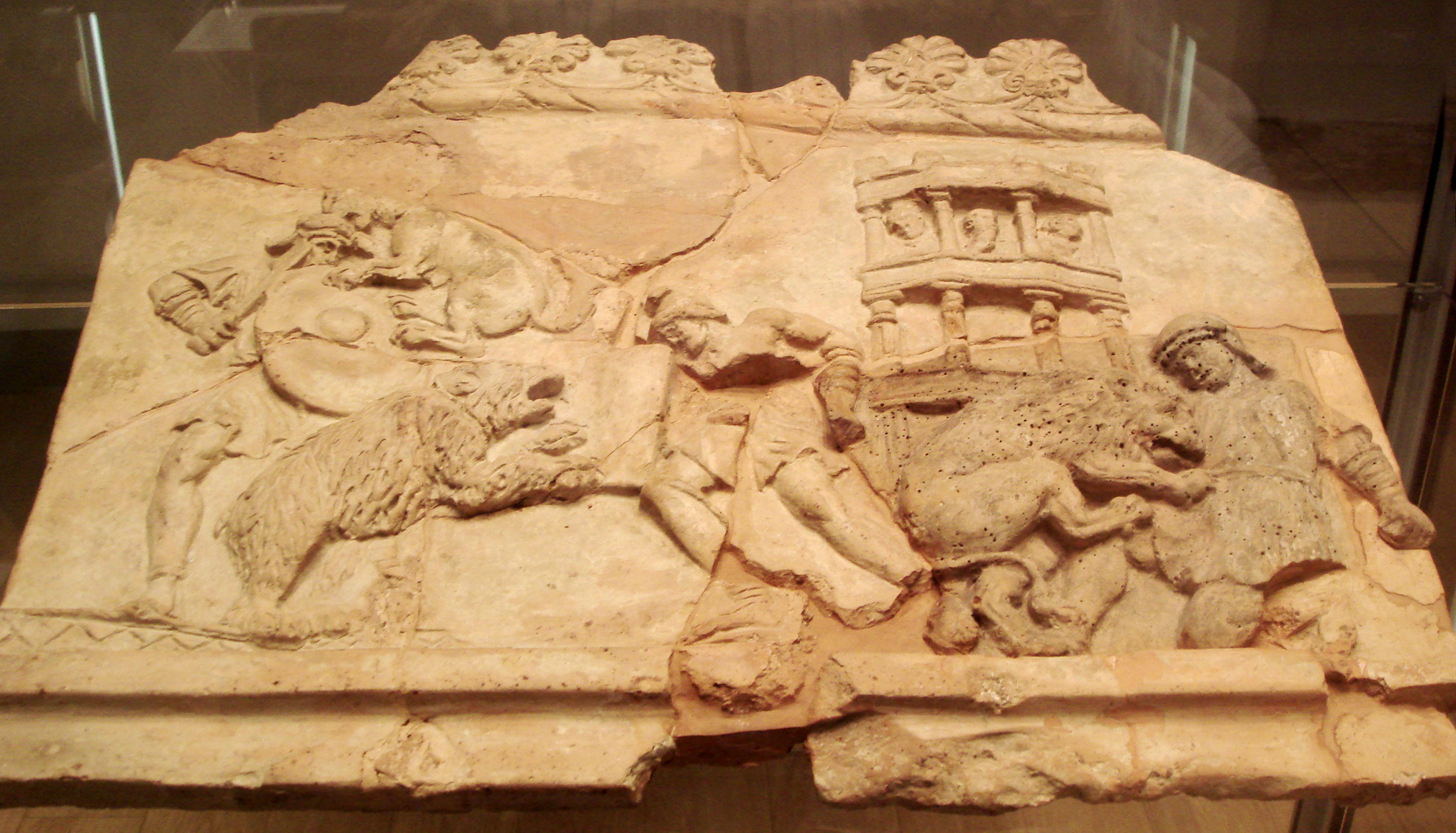
Relleu del segle I representant una venatio

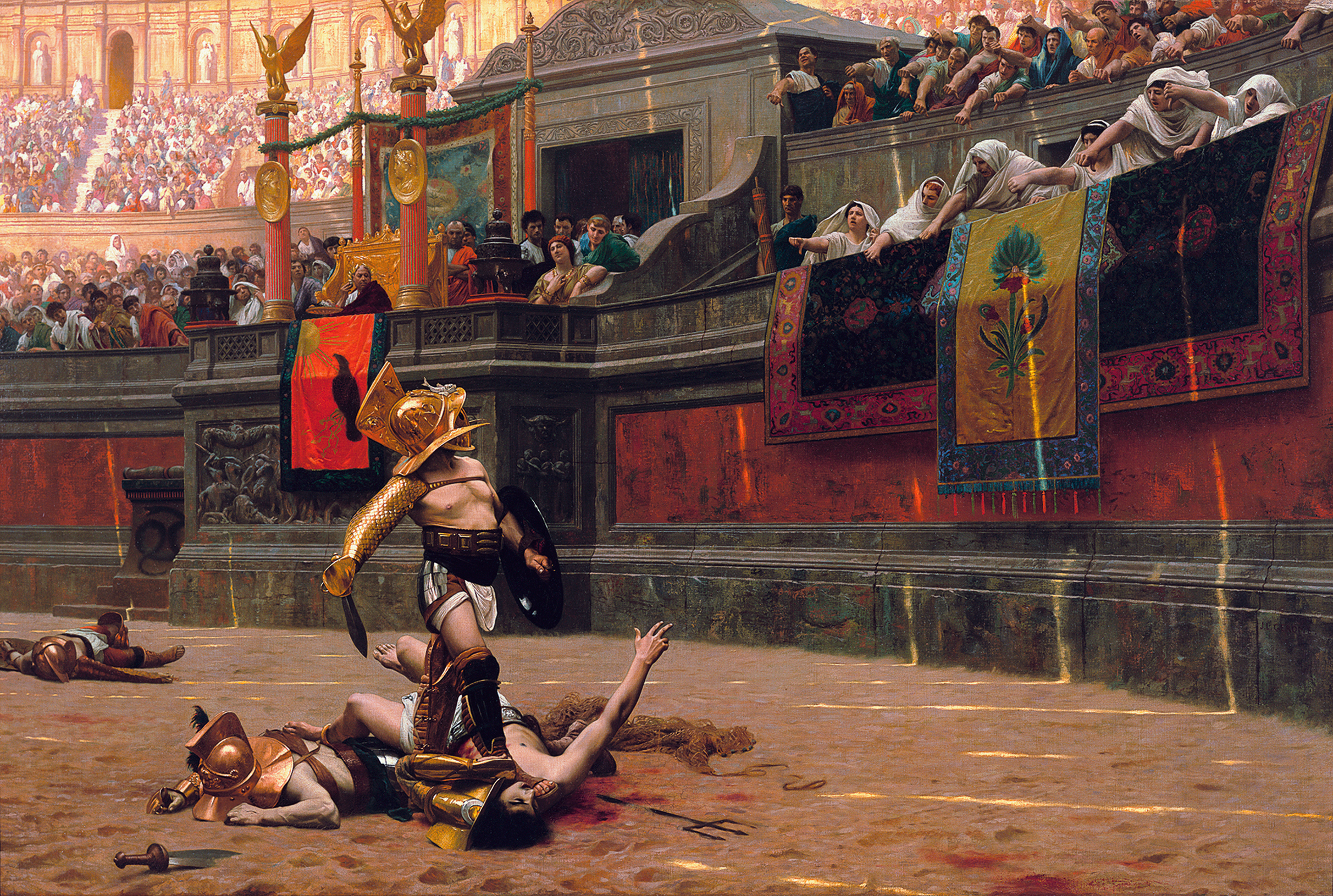
Representació dels ludi gladiatorius

La paraula llatina ludi, en singular ludus, té diversos significats, tant es pot traduir com «joc infantil», «esport», «entreteniment», «espectacle» o fins i tot «joc sexual» com era el cas dels ludi liberates. Els romans van fer servir aquesta paraula volent fer una traducció de l'expressió grega Ολυμπιακοί Αγώνες (olompiakoi agones,«jocs olímpics») que eren celebracions del mateix estil i es portaven a terme des de molt antic, per exemple els Jocs panhel·lènics. L'historiador i filòleg Isidor de Sevilla va distingir quatre formes diferents de ludi:
- els gymnicus  (competicions entre atletes),
- els circensis  (es refereix a les curses de carros i els anomena així perquè els romans li deien circus a l'hipòdrom),
- els gladiatorius (lluites amb gladiadors que es feien als amfiteatres)
- els scaenicus  (representacions teatrals que es feien generalment als teatres).

## Orígens i evolució
Originalment tots els ludi eren oferts als déus en compliment d'un vot (ludi votivi) a canvi d'un favor que s'havia concedit. L'any 366 aC, els Ludi Romani es van establir dins el calendari per a ser celebrats anualment amb l'erari públic fent-se càrrec de les despeses. Generalment el jocs anaven precedits d'una desfilada (pompa circensis) en la qual s'exhibien: imatges del déus, els competidors, els joves cavallers de la noblesa romana, els sacerdots dansaires (salii) i músics (Collegium Tibicinum). De vegades els ludi se celebraven amb relació a triomfs. El primer ludi de què hi ha constància va ser un espectacle de venatio de l'any 186 aC, encomanat per Marc Fulvi Nobílior I en compliment d'un vot per una victòria obtinguda pel seu exèrcit i que es va pagar amb el botí d'aquella guerra.
Per ser actes dedicats als déus, els jocs s'organitzaven en un principi pel col·legi de sacerdots. Durant la República, van començar a ser presidits pels cònsols i la responsabilitat va recaure en els edils curuls. Encara que es destinava una partida de diners públics per a la seva organització, els cònsols que les presidien acostumaven a afegir diners propis per augmentar l'esplendor dels jocs i a la vegada per congraciar-se amb el poble si volien tornar a ser escollits a les següents eleccions. Amb el temps es va convertir en una manera d'exhibir públicament el poder econòmic d'una persona i també els qui es presentaven per primera vegada a un càrrec públic feien una aportació de diners. Sovint, en relació als ludi s'oferien banquets o diners per decorar o fer reparacions en un temple.

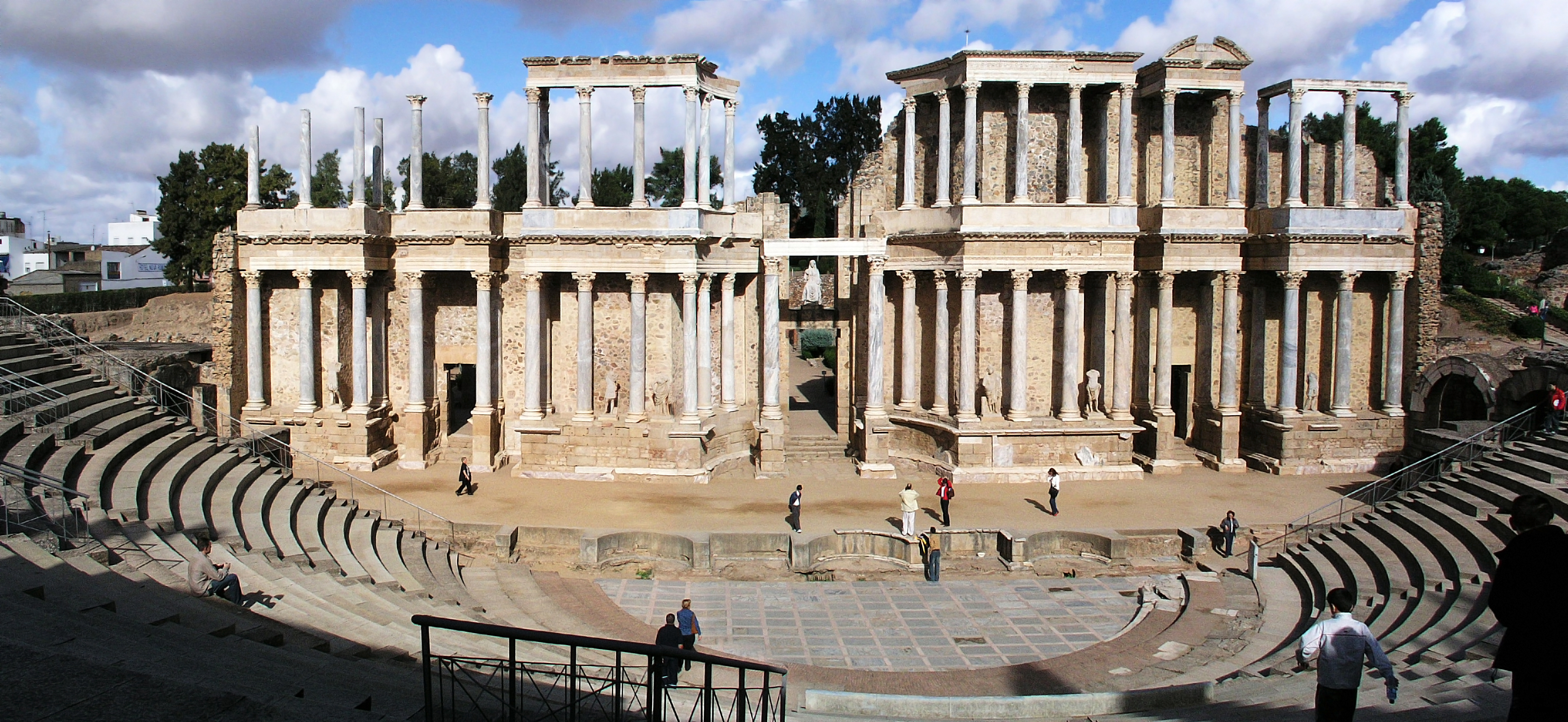
En un principi els ludi scaenici es representar al davant dels temples, però amb el temps es van construir teatres com aquest de Mèrida

L'any 44 aC, Marc Juni Brut es va adonar que havia perdut l'estimació de la gent després de l'assassinat de Juli Cèsar (idus de març), ja que molts no el tenien per un alliberador sinó com l'assassí d'un general que havia engrandit l'imperi amb les seves victòries, per tant va decidir pagar els Ludi Apollinares d'aquell any (del 6 al 13 de juliol). El seu rival polític, considerat l'hereu de Cèsar, Octavi es va afanyar a pagar uns altres jocs als que va anomenar Ludi Victoriae Caesaris, («Jocs en honor de les victòries de Cèsar») del 20 al 28 de juliol coincidint amb el festival anual en honor de Venus Genetrix, la divinitat que la família de Juli Cèsar considerava la seva patrona. Durant aquests jocs va aparèixer al cel un cometa i la gent va interpretar això com un senyal dels déus que anunciava l'ingrés de Cèsar al món de les divinitats. Quan Octavi va esdevenir emperador amb el nom d'August va reconèixer el valor de les festivitats en general i dels ludi en concret per unificar el poble, per tant els va fomentar i així va continuar amb la resta d'emperadors.

## Els diversos ludi

### ludi compitalicii
A diferència dels ludi circenses els compitalicii se celebraven pels carrers perquè formaven part de la Compitàlia, que era la festa per honrar els déus de les cruïlles, els Lares públics que protegien cada barriada de la ciutat (vicus). No tenien data fixa, però anaven després de la Saturnàlia. Consistien principalment en escenificacions burlesques de teatre i poesia.
L'any 67 uns aldarulls relacionats amb una llei proposada per Gai Manili van obligar a prohibir-los.
El 58 aC, Publi Clodi Pulcre, qui havia renunciat al seu estatus de patrici per esdevenir tribú de la plebs, va aconseguir que es restaurés el dret d'associació perquè la gent de cada vicus pogués tornar a organitzar els ludis compitalicii, però abans que la llei es pogués portar a la pràctica, el seu company Sextus Cloelius va preparar en el seu lloc uns jocs per celebrar l'any nou. El cònsol Calpurni Pisó, sogre de Juli Cèsar, va permetre aquests jocs, però Cèsar va prohibir les organitzacions de ciutadans i els ludi compitalii l'any 46 aC.

L'any 7 dC, August va reorganitzar l'administració de Roma dividint-la en 265 districtes en substitució del que anteriorment s'anomenava vicus, encara que la gent va continuar fent servir la paraula vicus. Els jocs es van tornar a celebrar, es van posar imatges representant el genius d'August al costat de les imatges dels Lares i van deixar de ser un símbol de subversió per a passar a expressar la benevolència de l'emperador.

### Jocs circenses
En un principi l'expressió ludi circenses es va fer servir per parlar dels jocs celebrats al circ (l'hipòdrom), però també es va fer servir per referir-se a qualsevol joc fet en un recinte més o menys tancat. Els jocs circenses se celebraven per totes les províncies de l'imperi com així ho demostren les restes arqueològiques, primer es feien en estructures improvisades i després es construïen estructures fixes de pedra.
A la següent taula es pot veure que, depenent en honor de quin déu se celebraven o a quin públic anaven adreçats, els ludi circenses rebien diferents noms: 
| ludi anuals                    |                                 | |
| Nom                            | Data                            | Peculiaritats |
| Ludi Megalenses                | 4-10 d'abril                    | establerts l'any 204 aC en honor de Magna Mater dins la festa de la Megalensia |
| Ludi Ceriales                  | 12-19 d'abril                   | establerts l'any 202 aC, dins la festa de la Ceriàlia |
| Ludi Florales                  | 28 abril–3 de maig              | establerts l'any 173 aC, dins la festa de la Floràlia |
| Ludi Apollinares               | 6-13 de juliol                  | celebrats el 211 aC dedicats a Apol·lo en agraïment a la victòria sobre Hanníbal Barca i establerts anualment a partir del 208 aC.                                                                                  |
| Ludi Victoriae Caesaris        | 20-30 de juliol                 | celebrats per primera vegada l'any 46 aC per celebrar la inauguració del temple de Venus Genetrix, en compliment d'un vot per la victòria de l'any 48 aC a la batalla de Farsàlia, establerts anualment per August. |
| Ludi Martiales                 | 1 d'agost                       | en honor de Mart |
| Ludi romani                    | 4-19 de setembre 12-15 setembre | celebrats en honor de Júpiter començant l'any 366 aC, però després canviant de dates i esdevenint anuals a partir del segle I aC.                                                                                   |
| Ludi Augustales                | 3-12 d'octubre                  | celebrats a partir de l'any 14, dins les festes anomenades Augustales |
| Ludi Plebeii                   | 13 de novembre 4-17 novembre    | establerts l'any 216 aC, amb continuïtat fins al segle IV |
| ludi no celebrats anualment    |                                 | |
| Ludi Capitolini                |                                 | celebrats per primera vegada el 388 aC festejant la recuperació de la ciutat després de atac gal, establerts cada quatre anys per Domicià a partir de l'any 86.                                                     |
| Ludi Pontificales              |                                 | també anomenats Ludi Actiaci perquè commemoraven la victòria d'August a la batalla d'Àccium l'any 30 aC. |
| Ludi Decennales                |                                 | celebrats per commemorar el desè any de la pujada al poder d'un emperador, iniciats per August |
| Ludi Saeculares                | determinat per la sibil·la      | van comanar a celebrar-se amb l'expulsió dels reis i es van tornar a celebrar de tant en tant quan ho determinaven els llibres sibil·lins                                                                           |
| Ludi taurii                    |                                 | curses de cavalls en honor dels déus de l'inframón |
| ludi celebrats una sola vegada |                                 | |
| Ludi Volcanalici               | 20-23 d'agost                   | celebrats l'any 53 aC per festejar el tractat de pau amb Pàrtia i per la recuperació de l'insígnia de la legió després de la batalla de Carrhae                                                                     |

## Elsludi romani

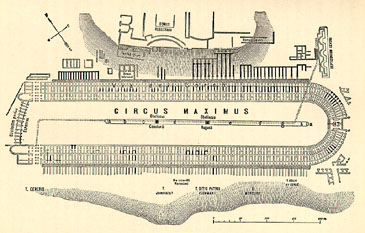
Plànol del Circ Màxim, on es feien els ludi romani

Hi havia uns jocs anomenats ludi maximi o simplement jocs romans, eren els celebrats al mes de setembre al circ Màxim i els més importants de la ciutat de Roma. Segons una tradició van ser establerts per Tarquini Prisc per celebrar la conquesta d'Apionae, una ciutat del Latium, però segons Dionís d'Halicarnàs i Ciceró es van establir per festejar la victòria sobre els llatins a la batalla del Llac Regillus.
Al començament només duraven una jornada, però l'any 509 aC es va afegir un altre dia per commemorar l'expulsió dels reis i un tercer dia després de la primera secessió de la plebs l'any 494 aC. A patir de l'any 191 fins al 171 van durar deu dies i poc abans de la mort de Cèsar es creu que ja duraven quinze dies, del 5 al 19 de setembre. Després de la mort de Cèsar es van allargar un dia més, probablement afegit al començament, el dia 4, perquè Ciceró diu que es podien comptar 45 dies des de l'acabament dels Ludi Romani fins al començament dels Ludi Victoriae Sullanae que se celebraven el 26 d'octubre.

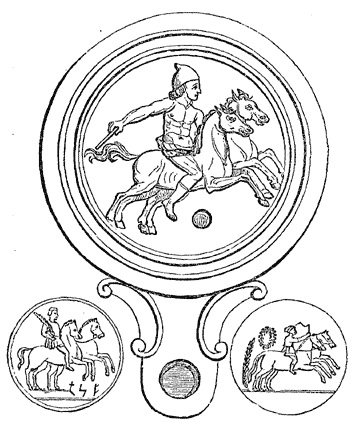
Imatge representant els desultores

De vegades s'han fet servir les expressions ludi magni («jocs grans») i ludi romani com a sinònims, ja que els ludi romani era el conjunt d'espectacles més important o més gran; Friedrich Wilhelm Ritschl, va assenyalar que segons alguns textos de Titus Livi, hi ha una distinció. Els ludi magni s'aplicava als jocs celebrats de forma extraordinària en compliment d'un vot als déus, mentre que els ludi Romani s'aplica als jocs celebrats anualment i establerts com a jocs a càrrec de l'estat. L'expressió Ludi Romani apareix per primera vegada en Ab Urbe Condita, VIII 40, 2 i a partir d'aquí els termes varien segons si es refereix a ludi stati (per exemple en Ab Urbe Condita X 47, 7; XXV 2, 8) o a ludi votivi; per tant es considera que la distinció esmentada per Ritschl queda demostrada, però el que no queda clar és quan es va establir que els jocs havien de ser anuals.

Segons diu Theodor Mommsen, això devia passar probablement amb ocasió del primer nomenament dels edils curuls el 367 aC, els quals havien de ser encarregats dels jocs («curatores ludorum sollemnium»). Una prova d'aquesta teoria és que en els calendaris més antics, de l'època dels Decemvirs aquests festivals no estan en lletres majúscules, per tant devien ser estatals a partir del 449 aC. Hi ha calendaris del 322 aC en què els ludi Romani són considerats com a festes anuals, per tant es devien establir entre aquestes dates.
El programa d'activitats generalment era el següent: Primer una desfilada solemne, després una cursa de carros a l'estil homèric, és a dir, amb un conductor i un guerrer que corria darrere el carro i saltava dins mentre estava en marxa (pedibus ad quadrigam). Després hi havia una exhibició d'habilitats muntant a cavall en què cada participant portava dos cavalls, ja que segons sembla els cavallers (equites) acostumaven a portar dos cavalls a les batalles, especialment els tarentins, se'ls anomenava desultores.
En acabar tot això hi havia curses de quadrigues i de bigae, amb gran festeig pels guanyadors.
Des del 364 aC, les obres de teatre van formar part del programa d'activitats dels ludi Romani, per exemple hi ha constància que el quart dia dels ludi del 214 aC es va fer una representació de ludi scenici i que en els del 161 aC es va estrenar el Formió de Terenci.